# 石見空港

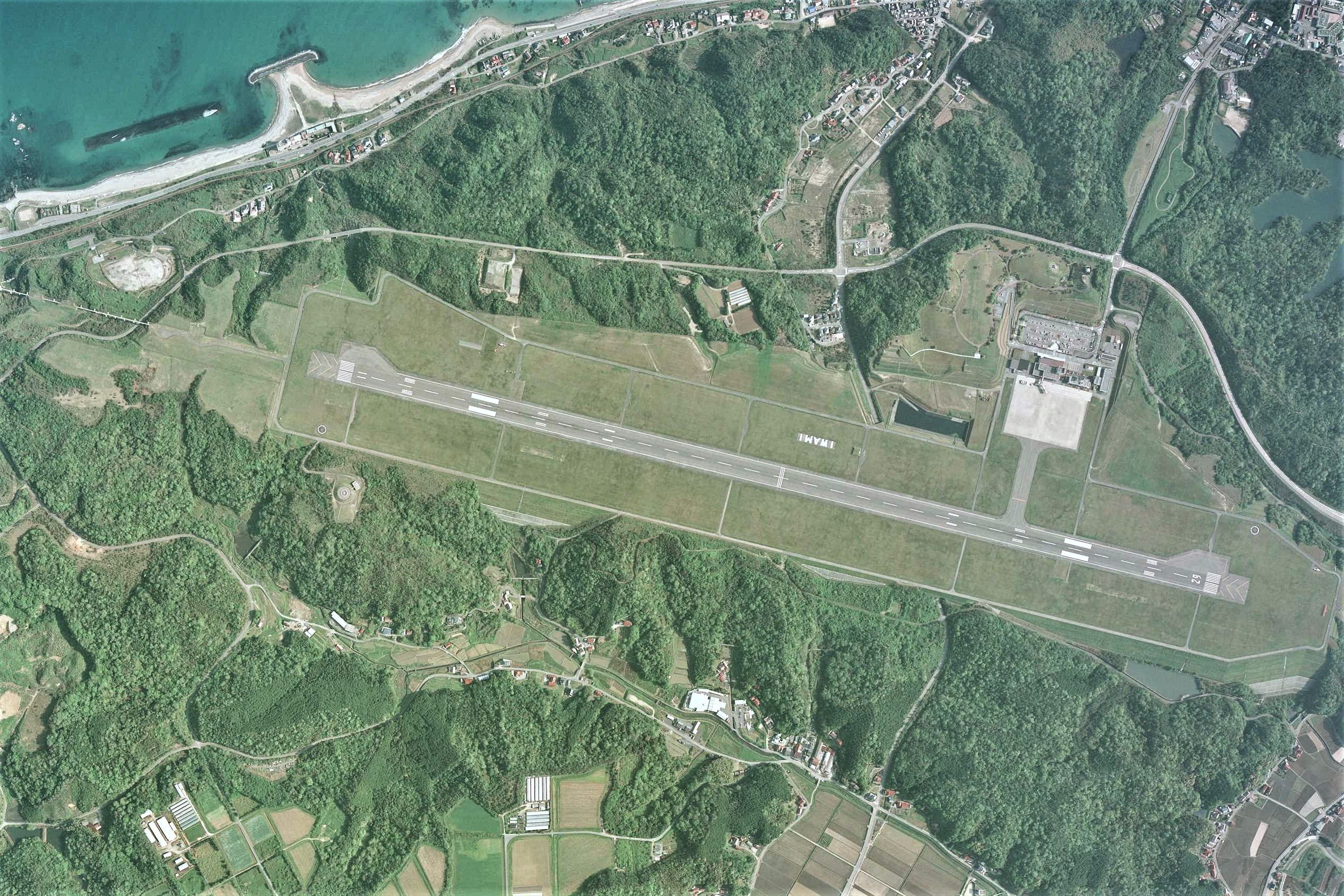
石見空港の空中写真。
。2014年撮影。

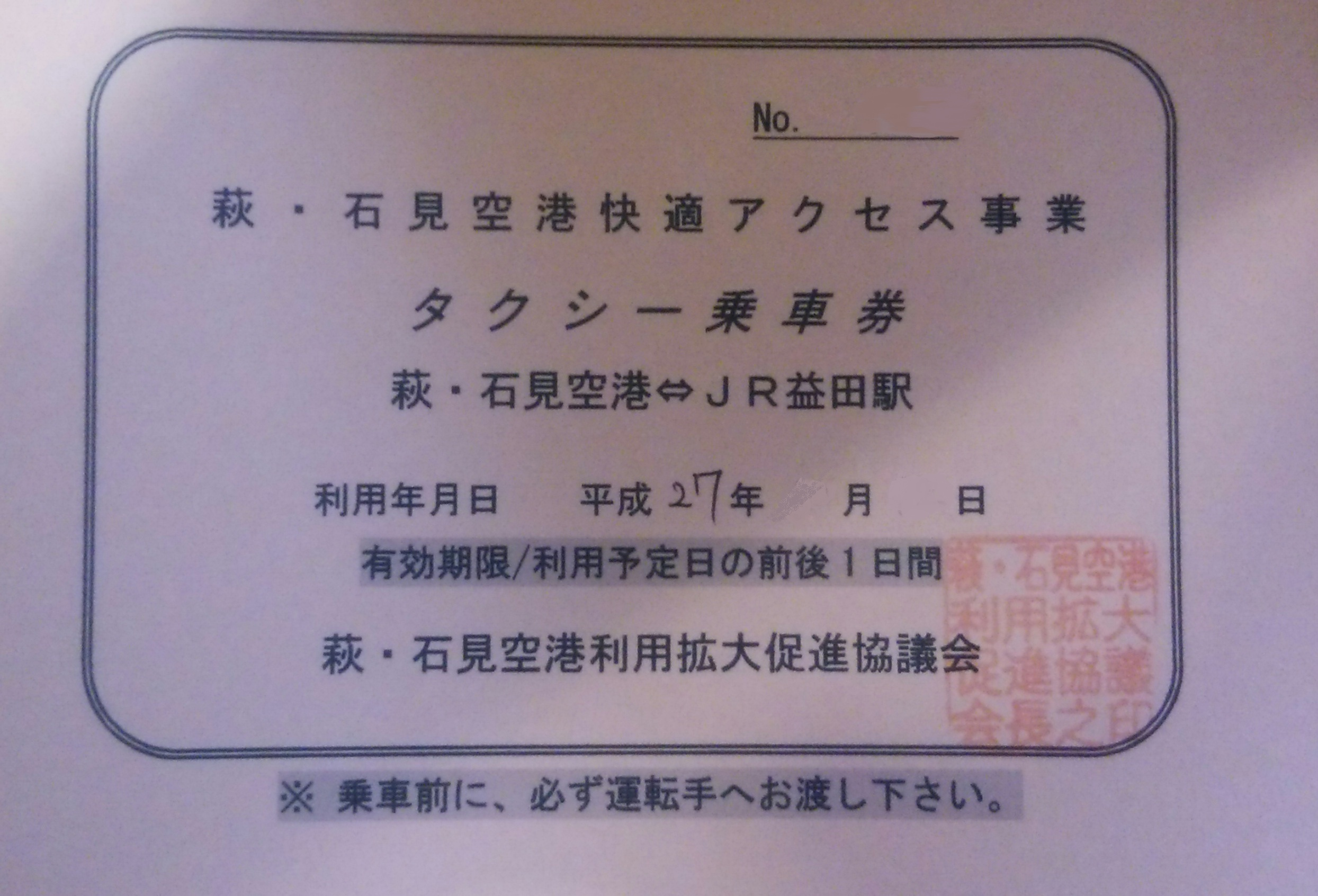
空港利用促進助成事業で配布されるタクシー券

石見空港（いわみくうこう、英称：Iwami Airport）は、島根県益田市にある地方管理空港である。愛称は萩・石見空港（はぎ・いわみくうこう、英称：Hagi-Iwami Airport）。

## 概要
石見空港は島根県西部の益田市中心部から約4km（15分）に位置する、島根県西部（浜田市・津和野町など）および山口県北東部（萩市など）を利用圏とする空港である。交通の利便性で著しく劣る島根県西部の高速交通網整備を目的として、島根県が1973年（昭和48年）に石見地方に空港を設置する構想を策定、1993年（平成5年）に出雲空港、隠岐空港に続く島根県下3番目の空港として開港した。愛称には隣県の「萩」の地名が取り入れられている。
現在の定期便は全日本空輸 (ANA)の東京国際空港便と夏季限定で運航される大阪国際空港便が就航している。東京国際空港便の利用者数は、1997年（平成9年） - 2001年（平成14年）度は10万人以上の利用客数があったものの、2002年（平成14年）12月に1日2便から1便に減便された影響もあり、年度途中で減便した2002年（平成14年）度が9万7324人、年間を通じて1便となった2003年（平成15年）度は6万1774人と大きく落ち込み、2006年（平成18年）度は4万2501人となった。
国土交通省の羽田空港発着枠政策コンテストに選ばれたことから、2014年（平成26年）3月30日から2年間、東京国際空港便が毎日2便に増便されることになった。これ以降、期間延長が継続されており、現在は1日2便で運航されている。
しかし、2便への増便後の最初の1か月間の利用客数は前年同期比約500人増の6,307人とほとんど増えず、この間搭乗率が50%を上回ったのは2日のみ、4月の搭乗率は37.2%と低迷した。さらに、その後も伸び悩んで前年度の約1.2倍と目標を大きく下回る結果となった。翌年以降は増便の効果により12万人前後を推移していたが、2020年（令和2年）度は新型コロナウイルス感染症の感染拡大とそれに伴う運休などにより、開港以来最低の2万4337人まで減少した。
利用拡大促進協議会では運賃補助制度を設けて利用促進を図っており、団体や複数の利用で運賃の助成を受けられる「サポーター企業」制度の登録企業数は2014年（平成26年）4月末時点では約170社となっていた。対象地域は島根県最西部の益田市・浜田市・津和野町・吉賀町、山口県北東部の萩市・阿武町となっている。助成制度の詳細は、公式サイトの助成金制度を参照。

## 沿革
- 1973年（昭和48年）3月 - 石見地方に空港を設置する構想を島根県が発表[16]。
- 1987年（昭和62年）12月 - 飛行場設置許可[16]。
- 1993年（平成5年）7月2日 - 開港[1][2][16]。
- 1997年（平成9年）7月1日 - 羽田空港発着枠拡大により東京国際空港便が2便に増便[10]。
- 1999年（平成11年）
  - 6月[17] - アメリカ空軍岩国基地所属のF/A18Cが機体トラブルのため当空港に緊急着陸。
  - 11月1日 - 東京国際空港便のうち1便が週3便運航に変更[10]。
- 2000年（平成12年）4月1日 - 東京国際空港便が毎日2便に増便[10]。
- 2002年（平成14年）
  - 3月 - 愛称を「萩・石見空港」とする[10]。
  - 8月[17] - アメリカ空軍岩国基地所属UC-12Fが機体トラブルのため石見空港に緊急着陸。
  - 12月1日 - 東京国際空港便が1便に減便[9][10]。
- 2009年（平成21年）4月1日 - 大阪航空局石見空港出張所を廃止[10]。航空管制を大阪国際空港の大阪飛行援助センター（大阪FSC、2021年10月1日に大阪対空センターに改組）へ移管[10]、リモート空港（RAG空港）に移行[10][18]。
- 2011年（平成23年）1月5日 - 大阪国際空港便休止（同年7月15日より季節運航便として再開）[10]。
- 2014年（平成26年）3月30日 - 東京国際空港便が毎日2便に増便（これ以降延長を継続中）[9][10]。
- 2021年（令和3年）10月5日 - アメリカ空軍岩国基地所属F35Bの2機が給油目的で緊急着陸[17][19]。

## ターミナルビル

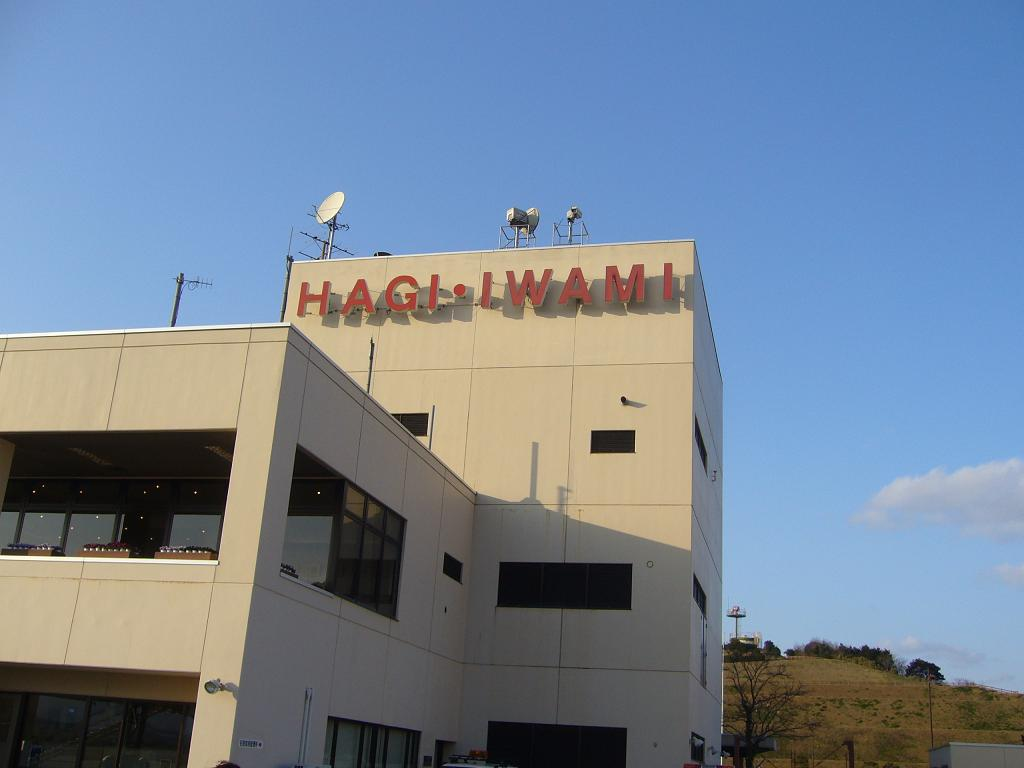
石見空港ターミナルビル

空港ターミナルビルは、島根県などが出資する第三セクターの石見空港ターミナルビル株式会社が運営している。同社は空港敷地内でミツバチを養蜂してハチミツを栽培している。日本の空港では唯一、アジアの国々でも唯一の事業で、栽培されたハチミツを「空港はちみつ」として空港内の売店などで販売している。
1階
- ANAカウンター
- レンタカーカウンター
- 到着ロビー・手荷物受取所
- バス・タクシーのりば
- 益田警察署石見空港派出所
- 島根県石見空港管理所
- サイクルステーション萩・石見空港（ターミナルビル外）

2階
- 搭乗待合室 - ボーディングブリッジ1基が設置されている[1]。
- 出発ロビー（展示スペース「しまねっこ空の別荘」を併設）
- エアポートショップ萩・石見（空港売店、9:15 - 12:00・15:00 - 18:00）
- キッチンそらら（レストラン、9:15 - 13:30・16:00 - 18:00）

3階
- 展望デッキ[1]

## 就航路線
| 航空会社         | 就航地                                                         |
| ---------------- | -------------------------------------------------------------- |
| 全日本空輸 (ANA) | 東京国際空港（羽田空港）、大阪国際空港（伊丹空港）（季節運航） |

国際定期便の運航実績はないものの、2014年にはチャイナエアライン (CAL)のチャーター便が運航されたことがある。なお、海外の航空会社はこの年を最後に就航していない。

## アクセス

### 空港連絡バス
- 益田 - 萩・石見空港線（石見交通）
  - 益田駅・中吉田口・緑ヶ丘卸団地 - 萩・石見空港

### 乗合タクシー
- 「萩・石見空港 - 津和野間」（KoiKoiタクシー）
  - 萩・石見空港 - 津和野町役場本庁（旧日原町） - 津和野駅 - 津和野温泉「なごみの里」
- 「萩・石見空港 - 萩市内間」（萩近鉄タクシー）
  - 萩・石見空港 - 須佐駅 - 奈古駅 - 東萩駅 - 萩バスセンター

### 道路
- 島根県道331号石見空港飯田線
萩・石見空港ICより国道9号益田道路を経由し国道191号（高津IC）および国道9号（須子IC）と接続。
- 島根県道328号石見空港線
島根県道255号蟠竜湖線を経由して国道191号まで約1.5km

### 駐車場
- ターミナルに隣接して298台を収容できる無料駐車場が整備されている。

## 空港近隣のスポット
- 風の丘公園
- 蟠竜湖
- 万葉公園[21]
- 石見臨空ファクトリーパーク

## その他
神話の地であることから、航空機到着時に石見神楽の恵比寿や鬼などが搭乗客を出迎えるイベントが毎月第2・第4土曜日に開催されている（コロナ禍に伴い中止した時期あり）。また、2022年には空港周辺が柴犬のルーツとされる石州犬の生誕地であることから、柴犬が搭乗客を出迎えるイベントが開催された。柴犬の出迎えは、今後第1・第3土曜日に開催予定となっている。
2008年の「萩・石見空港まつり」では、滑走路をコースに組み込んだ第1回萩・石見空港マラソン全国大会が開催された。開催時は日本で唯一滑走路を走るマラソン大会であったが、2018年に八丈島空港がある東京都八丈町でも同様の大会が開催されたことから、「唯一」の大会ではなくなっている。